# كانارد (ملاحة جوية)

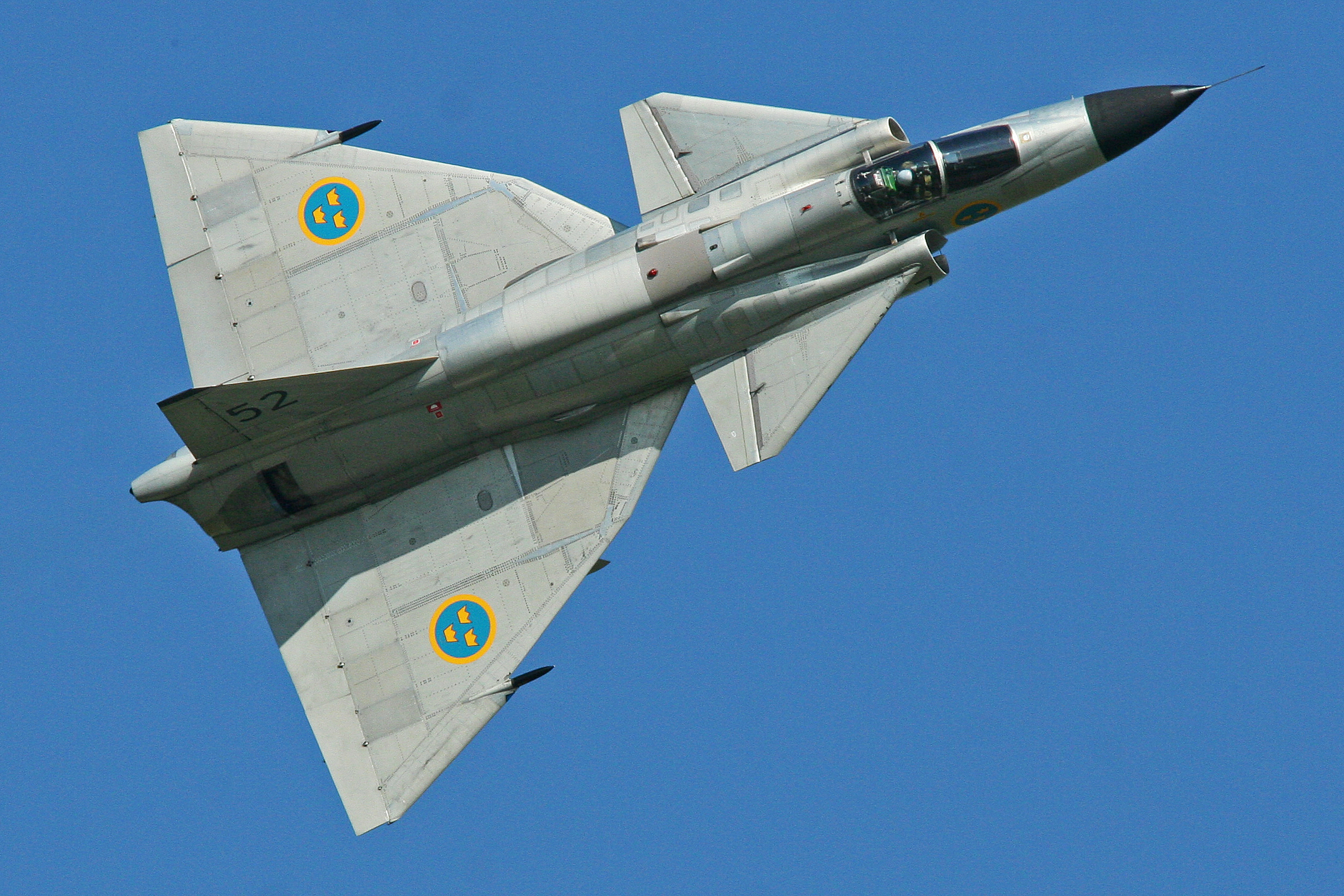
A Saab 37 Viggen ، أول طائرة كانارد حديثة تدخل حيز الإنتاج

في علم الطيران، الكانارد هو تكوين للأجنحة يوضع فيه جناح أمامي صغير أو مستوى أمامي قبالة الجناح الرئيسي لطائرة ثابتة الأجنحة أو سلاح. يمكن استخدام مصطلح "الكانارد" لوصف الطائرة نفسها، أو تكوين الأجنحة، أو المستوى الأمامي. تُستخدم أجنحة الكانارد أيضًا استخدامًا واسعًا في الصواريخ الموجهة والقنابل الذكية.
ظهر مصطلح "الكانارد" بناءً على مظهر طائرة سانتوس دومونت 14-bis في عام 1906، حيث قيل أنه يشبه بطة (كانارد بالفرنسية) تمتد عنقها أثناء الطيران. 
على الرغم من استخدام سطح كانارد على أول طائرة معززة بالقوة، طائرة ورايت فلاير في عام 1903، لم تبنى تصاميم الكانارد بكميات كبيرة حتى ظهور المقاتلة النفاثة ساب فيجن في عام 1967. تعقيد الديناميكا الهوائية لتكوين الكانارد يتطلب تحليلًا دقيقًا ومتأنيًا.
بدلاً من استخدام تكوين ذيل الطائرة التقليدي الموجود في معظم الطائرات، يمكن لمصمم الطائرة اعتماد تكوين الكانارد لتقليل حمولة الجناح الرئيسي، وللتحكم بتدفق الهواء على الجناح الرئيسي بشكل أفضل، أو لزيادة قابلية التحكم في الطائرة، خاصةً عند زوايا هجوم عالية أو أثناء حدوث الانحراف. يحمل مستوى الأمامية للكانارد، سواء تم استخدامه في تكوين الكانارد أو تكوين ثلاثي الأجنحة، تأثيرات هامة على توازن الطائرة الطولي، وخصائص الاستقرار الثابت والديناميكي.

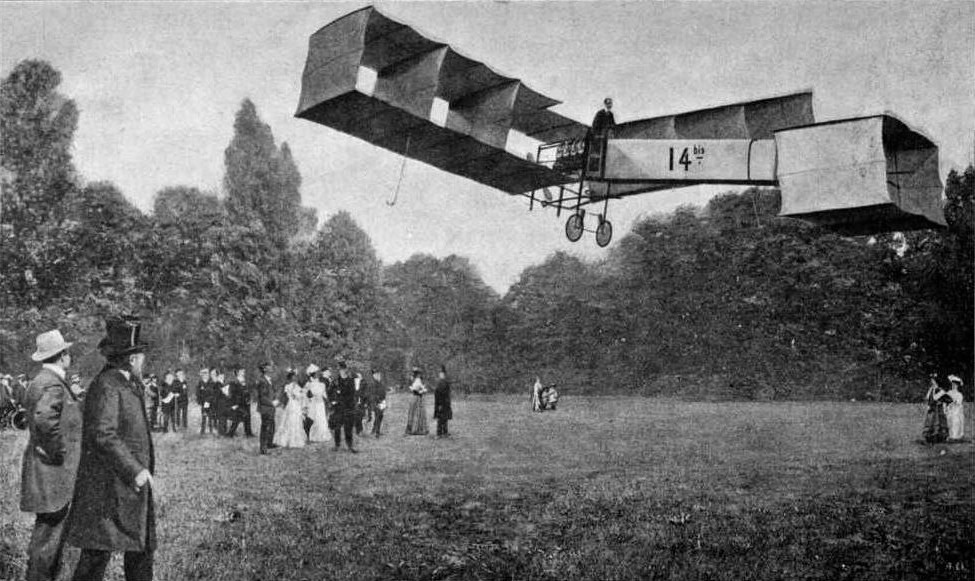
1906 سانتوس دومونت 14-bis

## تاريخ

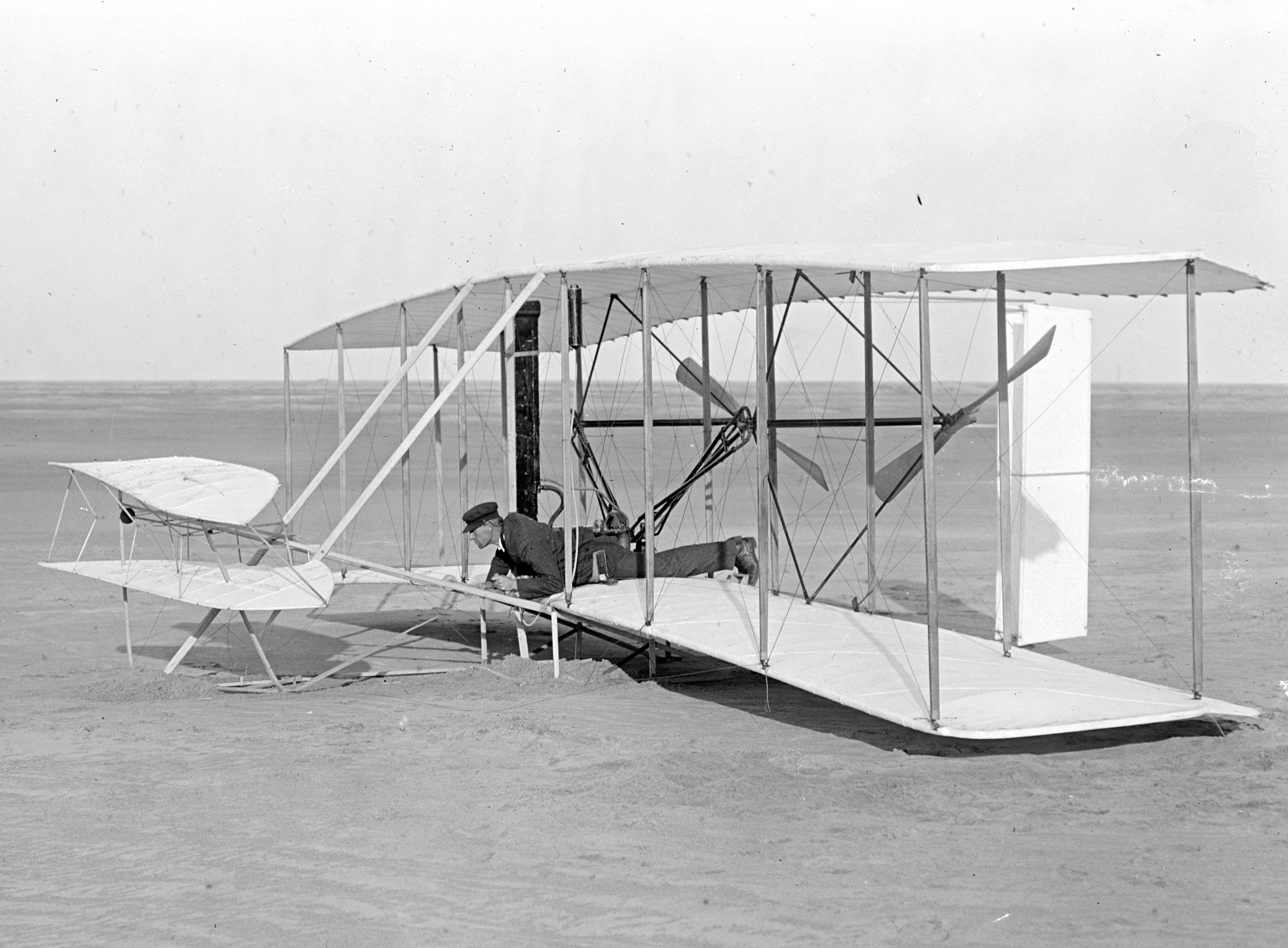
كان رايت فلاير عام 1903 طائرة كانارد ذات سطحين

### سنوات الرواد
أخذ الإخوة رايت يبدؤون تجاربهم على تكوين المستوى الأمامي حوالي عام 1900. شملت طائرتهم الطائرة الورقية الأولى سطحًا أماميًا للتحكم في الارتفاع واعتمدوا هذا التكوين لطائرتهم الأولى. كان لديهم شكوك حول ذيل الطائرة الخلفي لأن أوتو ليلينثال قد قتل في طائرة شراعية به. أدرك الإخوة رايت أن المستوى الأمامي سيميل إلى إفقار طائرة، ولكنهم توقعوا أن يكون سطح تحكم أفضل، بالإضافة إلى أنه يكون مرئيًا للطيار أثناء الطيران. كانوا يعتقدون أنه من المستحيل توفير كلٍ من التحكم والاستقرار في تصميم واحد، واختاروا التحكم.
كثير من رواد الطيران اتبعوا في البداية مسار الإخوة رايت. على سبيل المثال، كانت طائرة سانتوس دومونت 14-bis في عام 1906 لا تحتوي على "ذيل"، ولكنها كانت تحتوي على مجموعة من أسطح التحكم في الأمام تشبه طائرة الصندوق، تدور حول مفصل عالمي عند أنف الجسم الطائر، مما يجعلها قادرة على ضبط الانحراف والارتفاع. كانت طائرة فابر هيدرافيون في عام 1910 أول طائرة مائية تطير وكانت تحتوي على مستوى أمامي.
لكن سلوك الكانارد لم يكن مفهومًا بشكل صحيح، وكان رواد آخرين في أوروبا، بينهم لويس بلايريو، يؤسسون للذيل الأفقي كتصميم أكثر أمانًا و "تقليديًا". قام بعضهم، بما في ذلك الإخوة رايت، بتجربة كل من المستويات الأمامية والخلفية على نفس الطائرة، والتي تعرف الآن بتكوين ثلاثة أسطح. .
بعد عام 1911، تم إنتاج أنواع قليلة من الكانارد لعدة عقود. في عام 1914، علق و. إي. إيفانز على أن "نموذج الكانارد تقريبًا تلقى ضربة قاتلة بالنسبة للنماذج العلمية".